# Campeonato Europeo Sub-18 1974
El Campeonato Europeo Sub-18 1974 se llevó a cabo en Suecia del 22 al 31 de mayo y contó con la participación de 16 selecciones juveniles de Europa provenientes de una fase clasificatoria.
Bulgaria venció en la final a Yugoslavia para ganar el título de campeón por tercera ocasión.

## Eliminatoria

### Eliminación Directa
| Equipo 1             | Agr.   | Equipo 2   | Ida | Vuelta |
| -------------------- | ------ | ---------- | --- | ------ |
| Austria              | 1–4    | Bulgaria   | 0–2 | 1–2    |
| Alemania Federal     | 1–2    | Rumania    | 1–0 | 0–2    |
| Malta                | 1–11   | Grecia     | 1–4 | 0–7    |
| Bélgica              | 2–2(a) | Escocia    | 1–2 | 1–0    |
| Irlanda              | 6–6(a) | Islandia   | 4–3 | 2–3    |
| Noruega              | 0–4    | Dinamarca  | 0–2 | 0–2    |
| Portugal             | 6–1    | Suiza      | 5–1 | 1–0    |
| Hungría              | 0–4    | Yugoslavia | 0–1 | 0–3    |
| Alemania Democrática | (a)1–1 | Francia    | 0–0 | 1–1    |
| Italia               | 1–2    | España     | 1–1 | 0–1    |

### Fase de grupos

#### Grupo 11
| País         | J | G | E | P | GF | GC | GD | Pts |
| ------------ | - | - | - | - | -- | -- | -- | --- |
| Gales        | 4 | 2 | 1 | 1 | 4  | 1  | +3 | 5   |
| Inglaterra   | 4 | 2 | 1 | 1 | 3  | 2  | +1 | 5   |
| Países Bajos | 4 | 0 | 2 | 2 | 1  | 5  | –4 | 2   |

|  | Países Bajos | 0–0 | Gales        |
|  | Gales        | 3–0 | Países Bajos |
|  | Inglaterra   | 1–0 | Gales        |
|  | Inglaterra   | 1–1 | Países Bajos |
|  | Países Bajos | 0–1 | Inglaterra   |
|  | Gales        | 1–0 | Inglaterra   |

#### Grupo 12
| País            | J | G | E | P | GF | GC | GD | Pts |
| --------------- | - | - | - | - | -- | -- | -- | --- |
| Polonia         | 4 | 2 | 1 | 1 | 4  | 2  | +2 | 5   |
| Checoslovaquia  | 4 | 2 | 0 | 2 | 3  | 3  | 0  | 4   |
| Unión Soviética | 4 | 1 | 1 | 2 | 1  | 3  | –2 | 3   |

|  | Checoslovaquia  | 0–2 | Polonia         |
|  | Unión Soviética | 1–0 | Checoslovaquia  |
|  | Polonia         | 0–2 | Checoslovaquia  |
|  | Unión Soviética | 0–0 | Polonia         |
|  | Checoslovaquia  | 1–0 | Unión Soviética |
|  | Polonia         | 2–0 | Unión Soviética |

## Clasificados
| - Bulgaria - Dinamarca - Alemania Democrática - Finlandia | - Grecia - Islandia - Luxemburgo - Polonia | - Portugal - Rumania - Escocia - España | - Suecia (anfitrión) - Turquía - Gales - Yugoslavia |

## Fase de grupos

### Grupo A
| País      | J | G | E | P | GF | GC | GD | Pts |
| --------- | - | - | - | - | -- | -- | -- | --- |
| Escocia   | 3 | 2 | 1 | 0 | 10 | 3  | +7 | 5   |
| Rumania   | 3 | 2 | 0 | 1 | 3  | 3  | 0  | 4   |
| Finlandia | 3 | 1 | 0 | 2 | 1  | 7  | –6 | 2   |
| Islandia  | 3 | 0 | 1 | 2 | 1  | 3  | –2 | 1   |

| 22 de mayo | Islandia  | 1–1 | Escocia   |
|            | Rumania   | 1–0 | Finlandia |
| 24 de mayo | Escocia   | 6–0 | Finlandia |
|            | Rumania   | 1–0 | Islandia  |
| 26 de mayo | Finlandia | 1–0 | Islandia  |
|            | Escocia   | 3–2 | Rumania   |

### Grupo B
| País                 | J | G | E | P | GF | GC | GD | Pts |
| -------------------- | - | - | - | - | -- | -- | -- | --- |
| Yugoslavia           | 3 | 2 | 1 | 0 | 3  | 1  | +2 | 5   |
| Alemania Democrática | 3 | 2 | 0 | 1 | 3  | 1  | +2 | 4   |
| Polonia              | 3 | 1 | 0 | 2 | 3  | 4  | –1 | 2   |
| Turquía              | 3 | 0 | 1 | 2 | 1  | 4  | –3 | 1   |

| 22 de mayo | Turquía              | 0–0 | Yugoslavia           |
|            | Alemania Democrática | 1–0 | Polonia              |
| 24 de mayo | Yugoslavia           | 1–0 | Alemania Democrática |
|            | Polonia              | 2–1 | Turquía              |
| 26 de mayo | Turquía              | 0-2 | Alemania Democrática |
|            | Yugoslavia           | 2–1 | Polonia              |

### Grupo C
| País       | J | G | E | P | GF | GC | GD  | Pts |
| ---------- | - | - | - | - | -- | -- | --- | --- |
| Bulgaria   | 3 | 2 | 1 | 0 | 5  | 3  | +2  | 5   |
| Dinamarca  | 3 | 2 | 0 | 1 | 9  | 4  | +5  | 4   |
| Gales      | 3 | 1 | 1 | 1 | 6  | 3  | +3  | 3   |
| Luxemburgo | 3 | 0 | 0 | 3 | 1  | 11 | –10 | 0   |

| 22 de mayo | Dinamarca  | 3–1 | Gales      |
|            | Luxemburgo | 1-2 | Bulgaria   |
| 24 de mayo | Bulgaria   | 3–2 | Dinamarca  |
|            | Gales      | 5–0 | Luxemburgo |
| 26 de mayo | Luxemburgo | 0-4 | Dinamarca  |
|            | Gales      | 0–0 | Bulgaria   |

### Grupo D
| País     | J | G | E | P | GF | GC | GD | Pts |
| -------- | - | - | - | - | -- | -- | -- | --- |
| Grecia   | 3 | 2 | 1 | 0 | 4  | 2  | +2 | 5   |
| Suecia   | 3 | 1 | 1 | 1 | 4  | 4  | 0  | 3   |
| España   | 3 | 1 | 1 | 1 | 2  | 2  | 0  | 3   |
| Portugal | 3 | 0 | 1 | 2 | 0  | 2  | –2 | 1   |

| 22 de mayo | Grecia   | 1–0 | España   |
|            | Suecia   | 1–0 | Portugal |
| 24 de mayo | Portugal | 0–0 | Grecia   |
|            | Suecia   | 1–1 | España   |
| 26 de mayo | España   | 1–0 | Portugal |
|            | Grecia   | 3–2 | Suecia   |

## Fase final
|  | Semifinales             | Semifinales            |   |                   | Final             | Final |  |
|  |                         |                        |   |                   |                   |       |  |
|  |                         |                        |   |                   |                   |       |  |
|  | Helsingborg, 29 de mayo |                        |   |                   |                   |       |  |
|  | Escocia                 | 0                      |   |                   |                   |       |  |
|  | Bulgaria                | 1                      |   |                   |                   |       |  |
|  |                         |                        |   |                   |                   |       |  |
|  |                         |                        |   |                   | Lund, 31 de mayo  |       |  |
|  |                         |                        |   |                   | Bulgaria          | 1     |  |
|  |                         | Yugoslavia             | 0 |                   |                   |       |  |
|  |                         |                        |   |                   |                   |       |  |
|  |                         |                        |   |                   |                   |       |  |
|  |                         |                        |   |                   | Tercer lugar      |       |  |
|  | Landskrona, 29 de mayo  | Landskrona, 29 de mayo |   | Malmö, 31 de mayo | Malmö, 31 de mayo |       |  |
|  | Yugoslavia              | 1                      |   | Escocia           | 1                 |       |  |
|  | Grecia                  | 0                      |   |                   | Grecia            | 0     |  |

## Campeón
| Eurocopa Sub-18 1974 |
| -------------------- |
| Bandera de Bulgaria  |
| Bulgaria 3º Título   |